# مولي سكينر
مولي سكينر (بالإنجليزية: Mollie Skinner)‏ (19 سبتمبر 1876، برث في أستراليا - 25 مايو 1955)؛ ممرضة وروائية أسترالية.